# Ireum Eobsneun Yeoja
Ireum Eobsneun Yeoja (en hangul: 이름 없는 여자) popularmente conocido en inglés como Unknown woman y en español como Mujer desconocida. es una telenovela surcoreana protagonizado por Oh Ji Eun, Bae Jong Ok, Park Yoon Jae, Seo Ji Seok, y Choi Yoon So. Se emitió por KBS 2TV de Lunes a viernes a las 7:50 p. m. KST.

## Sinopsis
Hong Ji Won (Bae Jong Ok) creció en un orfanato. Para escapar de su triste realidad, ella comenzó sus estudios y luego se graduó de una Universidad reconocida. Posteriormente comenzó a trabajar como secretaria en una empresa, para luego casarse con el dueño de la empresa y dar a luz a un hijo. Ahora Hong Ji Won se da cuenta de que su hijo contrajo una enfermedad, así que decide hacer cualquier cosa para salvar a su hijo.
Son Yeo Ri (Oh Ji Eun) fue criada por padres millonarios adoptivos, pero después fue abandonada por sus padres adoptivos y su novio. Para salvar a su hijo ella va a la cárcel.

## Elenco

### Personajes principales
- Oh Ji-eun as Son Yeo Ri / Yoon Seol
- Bae Jong-ok as Hong Ji Won
- Park Yoon-jae as Goo Do Chi
- Seo Ji-seok as Kim Moo Yeol
- Choi Yoon-so as Goo Hae Joo

### Personajes secundarios

#### Personas cercanas a Yeo Ri/Yoon Seol
- Han Kap-soo como Son Joo Ho: Padre adoptivo de Yeo Ri.
- Seo Kwon-soon como Seo Mal Nyeon: Madre de Yoon Seol.
- Sun Dong-hyuk como Yoon Ki Dong: Padre de Yoon Seol.
- Park Joon-hyuk como Oliver Jang: El ex prometido de Yoon Seol; El novio de Ae Nok.

#### Personas cercanas a Ji Won
- Byun Woo-min como Goo Do Young: Esposo de Ji Won.
- Joo Seung Hyuk como Goo Hae Sung: Hijo de Ji Won.

#### Personas cercanas a Moo Yeol
- Bang Eun-hee como Jang Ae Nok, Madre de Moo Yeol.
- Lee In Ha como Kim Yeol Mae, Hermana de Moo Yeol.
- Choi Hyun Joon como Kim Ga Ya, Hijo de Moo Yeol y Hae Joo.
- Kim Ji-an como Kim Ma Ya/Son Bom, Hija de Moo Yeol y Yeo Ri.[1][2]

#### Personas cercanas a Do Chi
- Yeo Hoon-min como Jjang Goo, Amigo de Do Chi.

#### Adicional
- Han Ji-woo como Han So Ra.
- Kim Sa-hee como la amante Do Young.
- Kim Tae-young como el doctor de familia Hae Sung.
- Jo Sung-hee como la secretaria Kim.
- Kim Ji-eun como Hwa Young.
- Jo Sun Mook como el abogado Kim Jae Goo.
- Moon Woo Jin como el niño llorando.
- Park So-jung como Kim Soon Mi.
- Jo Ye Rin as Kim Bom (Kelly Kim).
- Kim Kwang-hyun como el doctor.

## Audiencias
En esta tabla,  'Los números azules'  representan las calificaciones más bajas y  'los números rojos'  representan las calificaciones más altas.
| Ep.      | Fecha de emisión original | Cuota de audiencia promedio | Cuota de audiencia promedio | Cuota de audiencia promedio | Cuota de audiencia promedio |
| Ep.      | Fecha de emisión original | TNmS                        | TNmS                        | AGB Nielsen                 | AGB Nielsen                 |
| Ep.      | Fecha de emisión original | A nivel nacional            | Seúl                        | A nivel nacional            | Seúl                        |
| -------- | ------------------------- | --------------------------- | --------------------------- | --------------------------- | --------------------------- |
| 1        | 24 de abril de 2017       | 19.7% (2°)                  | 17.1% (3°)                  | 16.7% (3°)                  | 15.1% (4°)                  |
| 2        | 25 de abril de 2017       | 18.8% (2°)                  | 16.5% (2°)                  | 16.4% (2°)                  | 14.6% (2°)                  |
| 3        | 26 de abril de 2017       | 17.0% (3°)                  | 15.5% (3°)                  | 14.8% (3°)                  | 13.7% (3°)                  |
| 4        | 27 de abril de 2017       | 18.1% (2°)                  | 16.4% (3°)                  | 14.4% (3°)                  | 13.1% (3°)                  |
| 5        | 28 de abril de 2017       | 15.5% (1°)                  | 13.1% (1°)                  | 13.4% (1°)                  | 12.4% (1°)                  |
| 6        | 1 de mayo de 2017         | 17.1% (3°)                  | 15.2% (3°)                  | 15.0% (4°)                  | 13.0% (5°)                  |
| 7        | 2 de mayo de 2017         | 15.8% (1°)                  | 14.0% (2°)                  | 12.4% (2°)                  | 11.4% (2°)                  |
| 8        | 3 de mayo de 2017         | 17.3% (3°)                  | 15.8% (3°)                  | 14.4% (3°)                  | 12.8% (3°)                  |
| 9        | 4 de mayo de 2017         | 19.0% (2°)                  | 17.7% (2°)                  | 15.0% (3°)                  | 13.6% (3°)                  |
| 10       | 5 de mayo de 2017         | 17.6% (2°)                  | 16.7% (2°)                  | 15.4% (3°)                  | 13.4% (3°)                  |
| 11       | 8 de mayo de 2017         | 19.0% (3°)                  | 17.8% (3°)                  | 16.0% (3°)                  | 14.0% (4°)                  |
| 12       | 9 de mayo de 2017         | 13.5% (2°)                  | 13.6% (1°)                  | 11.4% (3°)                  | 10.3% (3°)                  |
| 13       | 10 de mayo de 2017        | 17.0% (3°)                  | 14.9% (3°)                  | 14.6% (3°)                  | 13.7% (3°)                  |
| 14       | 11 de mayo de 2017        | 19.4% (2°)                  | 17.3% (2°)                  | 17.1% (2°)                  | 15.9% (3°)                  |
| 15       | 12 de mayo de 2017        | 18.8% (2°)                  | 16.3% (3°)                  | 17.6% (3°)                  | 16.0% (3°)                  |
| 16       | 15 de mayo de 2017        | 21.1% (2°)                  | 19.9% (2°)                  | 17.7% (3°)                  | 16.8% (4°)                  |
| 17       | 16 de mayo de 2017        | 19.1% (2°)                  | 16.1% (3°)                  | 17.1% (3°)                  | 15.5% (4°)                  |
| 18       | 17 de mayo de 2017        | 19.6% (2°)                  | 17.2% (2°)                  | 16.5% (3°)                  | 14.9% (3°)                  |
| 19       | 18 de mayo de 2017        | 18.4% (2°)                  | 15.7% (2°)                  | 16.1% (2°)                  | 14.0% (4°)                  |
| 20       | 19 de mayo de 2017        | 19.9% (2°)                  | 17.0% (2°)                  | 17.7% (2°)                  | 16.5% (2°)                  |
| 21       | 22 de mayo de 2017        | 19.4% (2°)                  | 18.2% (2°)                  | 16.2% (4°)                  | 14.8% (4°)                  |
| 22       | 24 de mayo de 2017        | 18.4% (2°)                  | 15.4% (2°)                  | 14.1% (4°)                  | 14.1% (4°)                  |
| 23       | 25 de mayo de 2017        | 18.1% (2°)                  | 15.6% (3°)                  | 16.0% (3°)                  | 14.9% (4°)                  |
| 24       | 29 de mayo de 2017        | 15.4% (3°)                  | 15.0% (3°)                  | 14.9% (3°)                  | 13.3% (3°)                  |
| 25       | 31 de mayo de 2017        | 16.6% (2°)                  | 15.8% (2°)                  | 13.6% (3°)                  | 11.7% (5°)                  |
| 26       | 1 de junio de 2017        | 17.1% (2°)                  | 15.5% (3°)                  | 15.6% (3°)                  | 14.5% (4°)                  |
| 27       | 2 de junio de 2017        | 17.9% (2°)                  | 17.3% (1°)                  | 16.3% (2°)                  | 15.3% (3°)                  |
| 28       | 5 de junio de 2017        | 16.3% (3°)                  | 14.7% (3°)                  | 16.2% (2°)                  | 14.7% (3°)                  |
| 29       | 6 de junio de 2017        | 19.8% (2°)                  | 17.9% (2°)                  | 17.4% (2°)                  | 15.8% (2°)                  |
| 30       | 7 de junio de 2017        | 18.2% (2°)                  | 16.0% (2°)                  | 15.0% (3°)                  | 12.6% (4°)                  |
| 31       | 8 de junio de 2017        | 16.9% (2°)                  | 14.3% (3°)                  | 15.0% (3°)                  | 13.4% (3°)                  |
| 32       | 9 de junio de 2017        | 15.9% (2°)                  | 15.0% (2°)                  | 15.4% (2°)                  | 14.6% (4°)                  |
| 33       | 12 de junio de 2017       | 17.6% (2°)                  | 16.1% (2°)                  | 15.9% (3°)                  | 14.8% (3°)                  |
| 34       | 13 de junio de 2017       | 17.2% (2°)                  | 15.3% (2°)                  | 15.5% (3°)                  | 14.4% (3°)                  |
| 35       | 14 de junio de 2017       | 16.0% (2°)                  | 14.3% (3°)                  | 14.9% (3°)                  | 13.6% (4°)                  |
| 36       | 15 de junio de 2017       | 16.6% (2°)                  | 15.1% (2°)                  | 15.6% (2°)                  | 14.1% (2°)                  |
| 37       | 16 de junio de 2017       | 16.8% (2°)                  | 15.5% (2°)                  | 14.3% (3°)                  | 12.7% (4°)                  |
| 38       | 19 de junio de 2017       | 17.8% (2°)                  | 16.5% (2°)                  | 16.4% (3°)                  | 15.9% (3°)                  |
| 39       | 20 de junio de 2017       | 19.1% (2°)                  | 16.5% (2°)                  | 16.8% (3°)                  | 15.5% (3°)                  |
| 40       | 21 de junio de 2017       | 16.8% (2°)                  | 14.5% (2°)                  | 14.8% (3°)                  | 13.2% (4°)                  |
| 41       | 22 de junio de 2017       | 18.6% (2°)                  | 17.1% (2°)                  | 15.5% (2°)                  | 14.7% (3°)                  |
| 42       | 23 de junio de 2017       | 18.5% (2°)                  | 16.0% (2°)                  | 16.7% (2°)                  | 15.3% (3°)                  |
| 43       | 26 de junio de 2017       | 18.0% (2°)                  | 16.4% (2°)                  | 17.9% (2°)                  | 16.4% (2°)                  |
| 44       | 27 de junio de 2017       | 18.3% (2°)                  | 16.4% (2°)                  | 17.0% (2°)                  | 15.2% (3°)                  |
| 45       | 28 de junio de 2017       | 16.6% (2°)                  | 15.1% (2°)                  | 15.0% (3°)                  | 13.2% (3°)                  |
| 46       | 29 de junio de 2017       | 16.4% (2°)                  | 14.5% (3°)                  | 16.0% (2°)                  | 14.4% (4°)                  |
| 47       | 30 de junio de 2017       | 21.4% (1°)                  | 17.9% (1°)                  | 16.2% (2°)                  | 14.7% (4°)                  |
| 48       | 3 de julio de 2017        | 21.0% (2°)                  | 18.3% (1°)                  | 18.0% (2°)                  | 16.3% (3°)                  |
| 49       | 4 de julio de 2017        | 20.0% (2°)                  | 17.3% (2°)                  | 17.0% (2°)                  | 14.7% (3°)                  |
| 50       | 5 de julio de 2017        | 19.6% (2°)                  | 16.5% (2°)                  | 16.0% (3°)                  | 14.9% (2°)                  |
| 51       | 6 de julio de 2017        | 20.3% (2°)                  | 16.9% (2°)                  | 16.2% (2°)                  | 14.9% (3°)                  |
| 52       | 7 de julio de 2017        | 22.3% (1°)                  | 20.2% (1°)                  | 18.3% (2°)                  | 16.8% (3°)                  |
| 53       | 10 de julio de 2017       | 22.5% (2°)                  | 19.5% (1°)                  | 17.5% (3°)                  | 16.7% (3°)                  |
| 54       | 11 de julio de 2017       | 20.0% (1°)                  | 17.4% (1°)                  | 17.4% (2°)                  | 16.4% (2°)                  |
| 55       | 12 de julio de 2017       | 19.6% (2°)                  | 16.6% (4°)                  | 15.6% (2°)                  | 14.4% (4°)                  |
| 56       | 13 de julio de 2017       | 20.8% (2°)                  | 18.0% (3°)                  | 17.3% (2°)                  | 16.2% (2°)                  |
| 57       | 14 de julio de 2017       | 19.2% (1°)                  | 15.5% (1°)                  | 17.6% (2°)                  | 15.5% (4°)                  |
| 58       | 17 de julio de 2017       | 23.3% (1°)                  | 19.5% (1°)                  | 18.6% (2°)                  | 15.9% (3°)                  |
| 59       | 18 de julio de 2017       | 21.5% (2°)                  | 18.3% (1°)                  | 18.6% (2°)                  | 16.7% (3°)                  |
| 60       | 19 de julio de 2017       | 20.9% (2°)                  | 17.4% (1°)                  | 18.9% (2°)                  | 16.8% (2°)                  |
| 61       | 20 de julio de 2017       | 19.8% (2°)                  | 16.9% (2°)                  | 18.2% (2°)                  | 16.5% (2°)                  |
| 62       | 21 de julio de 2017       | 21.1% (2°)                  | 18.2% (2°)                  | 18.3% (2°)                  | 17.0% (2°)                  |
| 63       | 24 de julio de 2017       | 24.0% (1°)                  | 18.7% (2°)                  | 20.2% (2°)                  | 18.3% (2°)                  |
| 64       | 25 de julio de 2017       | 22.9% (2°)                  | 18.4% (2°)                  | 18.6% (2°)                  | 16.4% (2°)                  |
| 65       | 26 de julio de 2017       | 21.6% (2°)                  | 17.2% (2°)                  | 18.0% (2°)                  | 16.5% (2°)                  |
| 66       | 27 de julio de 2017       | 22.4% (2°)                  | 19.2% (1°)                  | 20.1% (2°)                  | 18.7% (2°)                  |
| 67       | 28 de julio de 2017       | 21.6% (2°)                  | 17.1% (2°)                  | 19.1% (2°)                  | 17.5% (2°)                  |
| 68       | 31 de julio de 2017       | 22.6% (2°)                  | 17.3% (2°)                  | 20.3% (2°)                  | 18.4% (2°)                  |
| 69       | 1 de agosto de 2017       | 22.0% (1°)                  | 17.9% (1°)                  | 19.0% (2°)                  | 18.1% (2°)                  |
| 70       | 2 de agosto de 2017       | 21.0% (2°)                  | 17.1% (2°)                  | 19.3% (2°)                  | 17.3% (2°)                  |
| 71       | 3 de agosto de 2017       | 21.7% (2°)                  | 17.4% (2°)                  | 19.5% (2°)                  | 18.2% (2°)                  |
| 72       | 4 de agosto de 2017       | 20.2% (1°)                  | 16.2% (2°)                  | 19.3% (2°)                  | 18.2% (2°)                  |
| 73       | 7 de agosto de 2017       | 21.3% (2°)                  | 17.2% (2°)                  | 18.6% (2°)                  | 16.6% (2°)                  |
| 74       | 8 de agosto de 2017       | 22.6% (2°)                  | 18.3% (1°)                  | 19.5% (1°)                  | 18.0% (2°)                  |
| 75       | 9 de agosto de 2017       | 22.8% (1°)                  | 19.3% (1°)                  | 18.8% (2°)                  | 16.8% (2°)                  |
| 76       | 10 de agosto de 2017      | 23.5% (2°)                  | 19.5% (1°)                  | 19.4% (2°)                  | 18.5% (2°)                  |
| 77       | 11 de agosto de 2017      | 19.2% (2°)                  | 16.4% (2°)                  | 18.0% (2°)                  | 15.9% (2°)                  |
| 78       | 14 de agosto de 2017      | 23.1% (2°)                  | 18.8% (2°)                  | 20.2% (2°)                  | 18.2% (2°)                  |
| 79       | 15 de agosto de 2017      | 20.8% (1°)                  | 16.9% (1°)                  | 19.5% (2°)                  | 17.9% (2°)                  |
| 80       | 16 de agosot de 2017      | 22.2% (1°)                  | 18.6% (1°)                  | 18.9% (2°)                  | 16.7% (2°)                  |
| 81       | 17 de agosto de 2017      | 22.8% (1°)                  | 19.0% (1°)                  | 20.4% (2°)                  | 19.0% (2°)                  |
| 82       | 18 de agosto de 2017      | 23.4% (1°)                  | 18.0% (1°)                  | 21.4% (1°)                  | 19.9% (1°)                  |
| 83       | 21 de agosto de 2017      | 24.2% (2°)                  | 20.3% (2°)                  | 20.7% (2°)                  | 18.8% (2°)                  |
| 84       | 22 de agosto de 2017      | 24.8% (1°)                  | 18.7% (1°)                  | 20.8% (2°)                  | 18.6% (2°)                  |
| 85       | 23 de agosto de 2017      | 23.9% (1°)                  | 19.5% (1°)                  | 20.9% (2°)                  | 19.2% (2°)                  |
| 86       | 24 de agosto de 2017      | 24.1% (2°)                  | 19.0% (1°)                  | 20.7% (2°)                  | 18.5% (2°)                  |
| 87       | 25 de agosto de 2017      | 21.4% (2°)                  | 17.4% (2°)                  | 19.8% (1°)                  | 17.9% (2°)                  |
| 88       | 28 de agosto de 2017      | 23.5% (2°)                  | 18.7% (2°)                  | 21.9% (1°)                  | 20.4% (1°)                  |
| 89       | 29 de agosto de 2017      | 23.6% (1°)                  | 19.4% (1°)                  | 20.4% (2°)                  | 18.4% (2°)                  |
| 90       | 30 de agosto de 2017      | 24.6% (1°)                  | 21.1% (1°)                  | 20.8% (1°)                  | 19.0% (2°)                  |
| 91       | 31 de agosto de 2017      | 23.7% (2°)                  | 20.7% (1°)                  | 21.1% (2°)                  | 19.1% (2°)                  |
| 92       | 1 de setiembre de 2017    | 23.5% (1°)                  | 18.7% (1°)                  | 19.9% (2°)                  | 17.7% (2°)                  |
| 93       | 4 de setiembre de 2017    | 25.1% (1°)                  | 20.5% (1°)                  | 21.6% (2°)                  | 19.7% (2°)                  |
| 94       | 5 de setiembre de 2017    | 23.6% (1°)                  | 19.8% (1°)                  | 22.5% (1°)                  | 20.9% (1°)                  |
| 95       | 6 de setiembre de 2017    | 25.0% (1°)                  | 21.9% (1°)                  | 23.3% (1°)                  | 21.6% (1°)                  |
| 96       | 7 de setiembre de 2017    | 23.3% (1°)                  | 20.2% (1°)                  | 20.6% (2°)                  | 19.5% (1°)                  |
| 97       | 8 de setiembre de 2017    | 23.8% (1°)                  | 19.4% (1°)                  | 21.1% (1°)                  | 19.5% (1°)                  |
| 98       | 11 de setiembre de 2017   | 26.3% (1°)                  | 22.7% (1°)                  | 22.8% (1°)                  | 20.9% (1°)                  |
| 99       | 12 de setiembre de 2017   | 25.5% (1°)                  | 21.6% (1°)                  | 23.8% (1°)                  | 21.7% (1°)                  |
| 100      | 13 de setiembre de 2017   | 24.2% (1°)                  | 19.6% (1°)                  | 21.5% (1°)                  | 19.9% (1°)                  |
| 101      | 14 de setiembre de 2017   | 23.7% (1°)                  | 20.1% (1°)                  | 22.0% (1°)                  | 19.7% (1°)                  |
| 102      | 15 de setiembre de 2017   | 25.3% (1°)                  | 21.4% (1°)                  | 21.8% (1°)                  | 20.6% (1°)                  |
| Promedio | Promedio                  | 20.3%                       | 17.4%                       | 17.8%                       | 16.2%                       |

- Los episodios que se emitieron el 23 de mayo de 2017 y el 26 de mayo de 2017 se pospusieron para los próximos días debido a la Copa Mundial de Fútbol Sub-20 de 2017

## Emisión internacional
- Panamericana

## Premios y nominaciones
| Año  | Premios                                   | Categoría                                          | Destinatario | Resultado |
| ---- | ----------------------------------------- | -------------------------------------------------- | ------------ | --------- |
| 2017 | 2017 KBS Drama Awards 31 KBS Drama Awards | Premio a la Excelencia, Actriz en un drama diario. | Bae Jong Ok  |           |